# Німчиновка (платформа)
Німчи́новка (рос. Немчиновка) — пасажирська платформа Смоленського (Білоруського) напрямку Московської залізниці 
та маршруту МЦД-1
.
у селі Німчиновка Одинцовського району Московської області. 
Виходи на вулиці Вокзальна, Амбулаторна, проспекти Революції, Радянський і до Можайського шосе.
Складається з двох платформ, сполучених між собою настилом.
Час руху від Москва-Пасажирська-Смоленська — 25 хвилин. Платформа відноситься до третьої тарифної зони. З червня 2019 року обладнана турнікетами.

## Історія
Відкрита в 1876 році на Московсько-Брестській залізниці поруч дачного селища, заснованого московськими підприємцями братами Німчиновими (Нємчиновими) — як Нѣмчиновскій постъ. Незабаром назва спростилася до Нѣмчиновка. За селищем теж закріпилося це найменування, і в 1939 році воно офіційно стало селищем дачного типу Німчиновка. У чотирьох кілометрах на південь розташоване село Німчиново, відоме з XVI ст., тому іноді назву платформи і селища помилково пов'язують з цим селом.